# 7.62 (игра)
7.62 — компьютерная игра, трёхмерная тактическая стратегия с элементами RPG, разработанная российской компанией Apeiron и выпущенная совместно с фирмой 1С в 2007 году. Игра является сиквелом игры «Бригада Е5: Новый альянс» и имеет продолжение — «7.62: Перезарядка».

## Сюжет
Действие игры разворачивается после событий игры «Бригада Е5: Новый альянс»: после гражданской войны на карте мира появилось государство Альгейра, расположенное к северу от Палинеро. Во главе государства стал Альваро Дефенса, который разгромил подчинявшиеся генералу Торменсу войска Палинеро, однако группа партизан, ведомая дочерью генерала Торменса Таней, скрылась в лесах и не признаёт Дефенсу законным правителем.
Игрок выступает в роли опытного наёмника, нанятого, чтобы он нашёл и доставил своим заказчикам беглого российского олигарха Ипполита Факирова. По сюжету игры Факиров обманул многих уважаемых людей на родине и сбежал в Альгейру. Игроку предстоит связаться как с партизанами, так и с официальными властями, чтобы выяснить, где находится Факиров. Кампания нелинейна — игрок может проходить игру как на стороне какой-либо фракции, так и самостоятельно.

## Игровой процесс
- Главной особенностью игры является тактический бой, где, управляя небольшим отрядом (до 6 человек), игрок решает различные тактические задачи.
- Представлен большой выбор оружия и оснащения: все модели имеют реальные прототипы, снабжённые кратким, но ёмким описанием; реалистично представлены характеристики оружия с поправкой на дальность и учётом размера карты (дальность оружия пропорционально уменьшена так, чтобы только наиболее дальнобойные образцы могли вести эффективный огонь через всю карту).
- Можно захватывать населённые пункты и воспитывать там ополчение. Таким образом, можно всю игру пройти, сражаясь за самого себя.
- Квестовая система позволяет игроку зарабатывать деньги и повышать свой авторитет в городах: чем больше выполнено заданий, тем выше авторитет и тем более сложные задания могут быть предложены. Задания можно брать у партизан Тани Торменс и у правительственных частей, а также у нейтральных игровых персонажей (мэров городов, торговцев и других личностей).

### Передвижение по городам
Изначально доступны пять городов Альгейры. Игрок, выполняя миссии и получая доступ к новым задачам, открывает для себя новые локации, в том числе и одну локацию в соседнем Палинеро: в некоторые локации можно попасть без ввязывания в бой с охраной только при выполнении конкретных миссий. И только при прохождении кампании за ту или иную сторону до самого конца можно будет выяснить, где скрылся вышеозначенный олигарх Факиров. Перемещение доступно пешком или с помощью какого-либо автомобиля, который можно купить и куда можно складывать некоторые вещи (грузоподъёмность машины ограничена).

### Случайная местность
Одна из случайных местностей предлагается игроку в случае вооружённого столкновения с бандитами или войсками какой-либо из фракций, а также в случае, если игрок хочет остановиться и сделать привал. В случае боя любую локацию можно покинуть только через точку выхода, выждав паузу, однако противник будет настроен на уничтожение главного героя и его персонажей в любом случае. По завершении боя в случайной местности игрок может забрать оружие и неиспользованные боеприпасы противника в качестве трофеев и в дальнейшем их использовать, а может и покинуть локацию, однако в таком случае оставленные на поле боя предметы будут безвозвратно утеряны.

## Квесты
Квесты от мэров и продавцов заключаются в перевозке определённого груза, поиске оружия для полиции, борьбе против бандитов и даже попытках подковёрной борьбы (мэр может потребовать от продавца заплатить налоги, а продавец — убрать неугодного мэра). Отдельные неигровые персонажи также могут дать квест (за любую сторону) по поиску какого-то лица и решения возможного конфликта. В некоторых случаях недопустимым будет применение насилия и стрельба; если же указанный объект должен быть ликвидирован, то игроку предстоит сделать это бесшумно — так, чтобы ни его самого, ни его соратников не заметили посторонние лица и не услышали звуки стрельбы или драки.
До определённого момента квесты могут давать обе стороны конфликта — армия Альгейры и партизаны, причём квесты могут сводиться как к доставке какого-то объекта или переговоров с кем-то, так и к ликвидации противников. Многие квесты являются зеркальными отражениями друг друга (т.е. по сути являются одними и теми же, но выдаются разными сторонами с разными заданиями). Однако в один из моментов игроку предстоит сделать решающий выбор, чьи квесты в дальнейшем можно будет выполнять: выбрав сторону для прохождения одного конкретного квеста, игрок станет врагом для другой вплоть до самого конца игры. В зависимости от степени выполнения задания игрок будет получать награду в финансовом плане или даже какой-либо трофей.
По прохождению последней миссии можно будет узнать, чем завершился конфликт между Альгейрой и партизанами. Канонической, согласно дополнению «7.62: Перезарядка», считается кампания за партизан, в ходе которой свергается режим Дефенсы и президент погибает, однако страна ввергается в хаос в связи с развязанным конфликтом с Палинеро. По неканонической концовке, партизанское движение было разгромлено, а пришедшее ему на помощь государство Палинеро также потерпело поражение в войне; в этом случае Дефенса же остаётся у власти.

## Восприятие

### Оценки
| Русскоязычные издания | Русскоязычные издания |
| Издание               | Оценка                |
| --------------------- | --------------------- |
| «Игры Mail.ru»        | 7,0/10                |
| «Страна игр»          | 8,5/10                |

Александр Трифонов из «Страны игр» в своей рецензии хвалит 7.62 за боевую систему, дизайн уровней и интерфейс, но критикует игру за не лучшую оптимизацию, неполную разрушаемость, непродуманную экономику и плохой ИИ противников.

### Награды
Журналом «Навигатор Игрового Мира» игре был присуждён приз за «Лучшую тактическую игру 2007-го года».